# 幸せの黄色いリボン
「幸せの黄色いリボン」（しあわせのきいろいリボン、原題：Tie a Yellow Ribbon Round the Ole Oak Tree）はアメリカ合衆国のポップスグループ、トニー・オーランド&ドーンが1973年にリリースした楽曲。

## 解説
ビルボード（Billboard）誌では、1973年4月21日に、週間ランキング、年間ランキング共に1位。日本のオリコン洋楽シングルチャートでは1973年6月18日付から3週連続1位を獲得した。
ドーン（トニー・オーランド&ドーン）が「幸せの黄色いリボン」を発売する前まで、シングルは6曲連続でビルボードHOT100の20位以内に入れないでいた。そのため、ドーンのメンバーだったトニー・オーランド、テルマ・ポプキンス、ジョイス・ヴィンセント・ウィルソンは、グループ解散を考えていた。プロデューサーのハンク・メドレスとデイヴ・アッペルから新曲「幸せの黄色いリボン」を聞かされたときも、最初トニーはレコーディングする気がなかった。トニーは、他のミュージシャンのジェームズ（ジミー）・ダーレン（James Darren）やボビー・ヴィントンに、「幸せの黄色いリボン」を歌うことを勧めたが、みんなから断られた。結局、ドーンが歌うことになった。
トニーは、この曲を歌うとき、「ミュージシャンのボビー・ダーリン（Bobby Darin）だったらどう歌うのか」と考えて、歌っていた。
ビルボード誌の集計では、「トニー・オーランド&ドーン」時代を含めて、ドーン最大のヒット曲となった。
歌詞には元ネタがあり、口頭伝承により内容に違いがあるが概ね以下のような話である。刑務所を出所した男が故郷に帰ろうとしていた。男は出所前に手紙を出し「もし、自分の帰りが望まれるなら、木の幹に黄色いリボンを結んでおいてほしい」と頼んでいた。男は汽車に乗って故郷の近くまで来るが、勇気がなくて、車中で知り合った男に木を見てもらう。木の幹にはたくさんの黄色いリボンが結ばれていた。
ジャーナリストで小説家のピート・ハミルは、この曲の歌詞は、上記の伝承を元に自分が1971年に執筆したコラム「Going Home」に基づいたものだとして提訴した。ハミルのコラムは、出所して妻の元へ帰る男がバスの中からオークの木に結ばれた黄色いハンカチを見るというもので、1972年にはテレビドラマになっている。被告側の調査で、ハミル以前にもこの伝承をまとめた文献があることが示され、訴訟は取り下げられた。
2021年7月12日から、女優の広瀬すずを起用した三井不動産の『BE THE CHANGE』のテレビCM「みんなで変わろう」編のCMソングとして使用・放映されている。